# Герб Нідерландів
Герб Нідерландів — Великий Герб Королівства (нід. Grote Rijkswapen) — особистий герб монарха.
Уряд Нідерландів використовує менший варіант, без мантії і тенту, або тільки щит і корону. Компоненти гербів були відрегульовані Королевою Вільгеміною в Королівському декреті від 10 липня 1907, він був підтверджений Королевою Джуліаною в Королівському декреті від 23 квітня 1980.
Лев з діадемою, що тримає меч зі срібла в своїй правій лапі, на блакитному фоні з сім'ю стрілами — позначають сім областей Союзу Утрехта. Щит коронований (голландською) королівською короною і підтриманий двома левами. Вони стоять на сувої з текстом «Je Maintiendrai» (середньовічною французькою мовою досл. «я перетерплю»).
У Королівському декреті заявлено, що наступники чоловічої статі можуть замінити корону на щиті хрестом з гербом Нассау.